# Портрет скрипальки
«Портрет скрипальки» — картина французької художниці Анни Вальє Косте, написана у 1773 році.

## Опис
Картина була намальована олією на полотні і має розміри 116 x 96 cм. На ній зображена жінка, що сидить зі скрипкою у правій руці, та дивиться на нотний зошит в себе на колінах. На думку дослідниці життя і творчості Вальє Косте, жінка на картині — одна з сестер художниці, або хтось з її близького кола оточення.
Вальє не була одружена  до 1781 року, і тому, мабуть, під час створення картини працювала разом із членами сім'ї. На думку Маріанни Роланд-Мішель жінка на картині, можливо, була однією з її сестер, оскільки рідкісні портрети роботи Вальє, як правило, були з її внутрішнього кола. Невідомо, чи були її сестри музикантами. Вальє була прийнята до Королівської академії живопису та скульптури в 1770 році на основі її натюрмортів, декілька з яких досі перебувають у колекції Лувра, серед яких зображення музичних інструментів, подібних до цієї скрипки.  
«Портрет скрипальки» був придбаний на аукціоні у 2015 році за 903 000 євро для шведського музею, в якому також зберігаються два натюрморти пензля Вальє Косте. Це найдорожча картина художниці. У 1783 портрет був власністю французького скрипаля і композитора Жан-Бенджаміна де Ла Борд, який працював при французькому королівському дворі за часів Людовика XV.
Картина є частиною колекції Національного музею Швеції в Стокгольмі.